# Илија Ђоковић
Илија Ђоковић (Јагодина, 5. јануар 1996) је српски кошаркаш. Игра на позицијама плејмејкера и бека.

## Каријера
Иако је рођен у Јагодини, 13 година је живео у Пожаревцу, а након тога и две године у Београду где је играо за млађе категорије ФМП-а. Ипак, прве сениорске кораке прави у родној Јагодини. Од 2012. до 2015. године је играо за Јагодину и скренуо пажњу на себе. У сезони 2015/16. наступао је за ФМП. Крајем августа 2016. потписао је за чачански Борац. Након три сезоне у Борцу, у августу 2019. се враћа у ФМП. За сезону 2020/21. је потписао уговор са Сплитом. У септембру 2021. се вратио у чачански Борац.
Био је члан јуниорске репрезентације Србије која је 2014. године на Европском првенству у Турској освојила сребрну медаљу. За сениорску репрезентацију Србије дебитовао је у квалификацијама за Светско првенство 2019. године против Аустрије.

## Успеси

### Репрезентативни
- Европско првенство до 18 година:  2014.